# The Door (песня Тедди Свимса)
«The Door» (с англ. — «Дверь») — песня американского певца Тедди Свимса. Она вышла 15 сентября 2023 года в качестве трека дебютного студийного альбома I’ve Tried Everything but Therapy (Part 1) (2023). Песня была выпущена 17 апреля 2024 года в качестве третьего сингла альбома.

## История
Песня «The Door» была написана Свимсом совместно с Джоном Райаном, Джоном Саддутом, Шервином Николсом, Джошуа Коулманом и Джулианом Бунеттой, причём двое последних выступили продюсерами. По словам Свимса, песня рассказывает о том, как он спас свою жизнь и нашёл в себе мужество уйти от жестоких отношений, которые сыграли свою роль в том, что друзья и семья ушли из его жизни. Далее он сказал: «В тот момент было так трудно убедить себя в этом, но именно тогда мои приоритеты сместились с неё на меня, на спасение себя, на то, чтобы снова полюбить себя. Песня „The Door“ — это о вере в то, что с тобой всегда все будет хорошо, если ты веришь в себя».

## Релиз
Свимс выпустил песню «The Door» в качестве трека для своего дебютного альбома I’ve Tried Everything But Therapy (Part 1) 15 сентября 2023 года. Днями позже Свимс выложил концертную версию песни на YouTube.
Позднее песня была выпущена в качестве сингла 17 апреля 2024 года. Лейбл Warner Records предоставил песню для радиоэфира в Италии 10 мая 2024 года.

## Чарты

### Еженедельные чарты
| Чарт (2024)                                | Высшая позиция |
| ------------------------------------------ | -------------- |
| Австралия (ARIA)                           | 33             |
| Канада (Canadian Hot 100)                  | 2              |
| Бельгия/Фландрия (Ultratop 50)             | 6              |
| Бельгия/Валлония (Ultratop 50)             | 10             |
| Канада (Billboard Canadian Hot 100)        | 29             |
| Канада (Billboard AC)                      | 26             |
| Канада (Billboard CHR/Top 40)              | 30             |
| Канада (Billboard Hot AC)                  | 7              |
| СНГ (TopHit)                               | 2              |
| Чехия (Rádio — Top 100)                    | 11             |
| Финляндия (Radiosoittolista Airplay)       | 34             |
| Франция (SNEP)                             | 55             |
| Мир (Billboard Global 200)                 | 31             |
| Венгрия (Rádiós Top 40)                    | 3              |
| Венгрия (Single Top 40)                    | 34             |
| Ирландия (IRMA)                            | 14             |
| Нидерланды (Dutch Top 40)                  | 6              |
| Нидерланды (Single Top 100)                | 22             |
| Новая Зеландия (Recorded Music NZ)         | 2              |
| Россия (Airplay, TopHit)                   | 1              |
| Словакия (Rádio — Top 100)                 | 41             |
| Швеция (Sverigetopplistan)                 | 46             |
| Швейцария (Schweizer Hitparade)            | 32             |
| Великобритания (OCC UK Singles)            | 13             |
| США (Billboard Hot 100)                    | 27             |
| США (Billboard Adult Contemporary)         | 18             |
| США (Billboard Adult Pop Airplay)          | 5              |
| США (Billboard Pop Airplay)                | 17             |
| США (Billboard Rock & Alternative Airplay) | 29             |

## Сертификации
| Регион                                                                      | Сертификация | Продажи |
| --------------------------------------------------------------------------- | ------------ | ------- |
| Австралия (ARIA)                                                            | Платиновый   | 70 000  |
| Канада (Music Canada)                                                       | Золотой      | 40 000  |
| Франция (SNEP)                                                              | Золотой      | 100 000 |
| Нидерланды (NVPI)                                                           | Золотой      | 46 500  |
| Новая Зеландия (RMNZ)                                                       | Платиновый   | 30 000  |
| Португалия (AFP)                                                            | Золотой      | 5000    |
| Великобритания (BPI)                                                        | Золотой      | 400 000 |
| Данные о продажах + прослушиваниях приведены только на основе сертификации. |              |         |